# Bildförhållande

Olika bildförhållanden: 4:3 (röd), 3:2 (grön), 16:9 (blå)

Bildförhållande kallas kvoten mellan måtten i sid- och höjdled (ex. 4:3) på en figur (på en datorskärm eller en utskrift).
De vanligaste bildförhållanden för filmer på biografer idag är 1.85:1 och 2.39:1
Medan de vanligaste för Tv-sändningar är 4:3 för SDTV och 16:9 för HD-TV och Europeisk digital-TV.Det finns även andra bildförhållanden för biografer och video men används sällan. De vanligaste bildförhållandet för stillbilder är 4:3 och 3:2.Men även andra används för stillbilder såsom 5:4 och 1:1.